# Khaled Barsaoui
Khaled Barsaoui, né en 1955 à Souk El Arba, est un réalisateur tunisien.
Originaire de la localité de Souk El Arba (actuelle Jendouba), il est diplômé de sociologie de l'université d'Alger. Il prend part aux mouvements des ciné-clubs, dans les années 1970, et fréquente la cinémathèque d'Alger. Il réalise alors ses premiers courts métrages en Super 8 et en 16 mm, dans les années 1980, dans le cadre de la Fédération tunisienne des cinéastes amateurs.
Il a réalisé, depuis 1990, une vingtaine de courts métrages pour le cinéma et la télévision, dont le documentaire De Carthage à Carthage (2009) sur les Journées cinématographiques de Carthage, ainsi qu'un téléfilm, La fille du kiosque, sorti en 2002. Bin El Widyene (2006) constitue son premier long métrage.